# Babette Hoogendoorn
Babette Hoogendoorn (* 1965 in Den Haag) ist eine ehemalige niederländische Squashspielerin.

## Karriere
Babette Hoogendoorn war in den 1980er- und 1990er-Jahren auf der WSA World Tour aktiv. Ihre beste Platzierung in der Weltrangliste erreichte sie mit Rang elf. Mit der niederländischen Nationalmannschaft nahm sie 1985, 1987 und 1989 an der Weltmeisterschaft teil, zudem stand sie mehrfach im Kader bei Europameisterschaften. Bei Weltmeisterschaften im Einzel stand sie 1987 und 1989 im Hauptfeld. 1989 erreichte sie mit dem Achtelfinale ihr bestes Resultat. Von 1984 bis 1990 wurde sie sechsmal in Folge niederländischer Landesmeister. 1991 beendete sie nach einer Suspendierung durch den niederländischen Verband ihre Karriere. Sie gab von Ende 1994 bis Mai 1995 ein Comeback, ehe sie nach der Europameisterschaft 1995 mit der Nationalmannschaft ihre Karriere endgültig beendete. 1998 wurde sie Trainerin der Nationalmannschaft der Frauen und betreute zeitweise auch die Herrenmannschaft.

## Erfolge
- Vizeeuropameister: 1990
- Niederländischer Meister: 6 Titel (1984–1990)